# Hessisches Puppen- und Spielzeugmuseum
Das Hessische Puppen- und Spielzeugmuseum ist ein Puppen- und Spielzeug-Museum in der Brüder-Grimm-Stadt Hanau in Hessen.

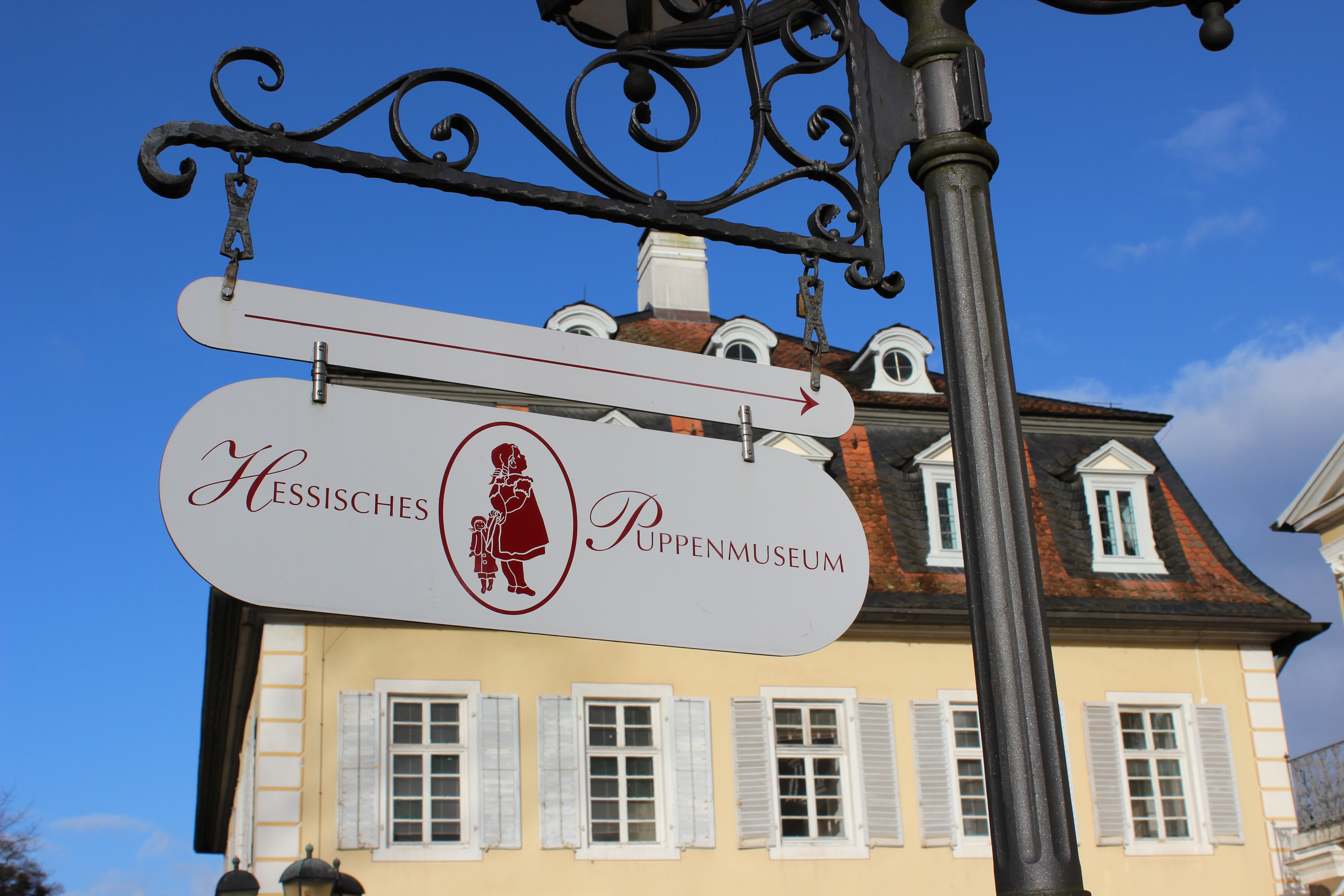

## Entstehungsgeschichte
Das Hessische Puppenmuseum wurde 1983 gemeinsam von der Stadt Hanau und dem Land Hessen errichtet, um die kulturhistorisch wertvolle Puppensammlung Gertrud Rosemann der Öffentlichkeit zeigen und für die Zukunft erhalten zu können. Das Museum wird seither von dem gemeinnützigen Verein „Hessisches Puppen- und Spielzeugmuseum Hanau-Wilhelmsbad e.V.“ getragen. Es wurde im Arkadenbau der historischen Kuranlage von Wilhelmsbad eröffnet, der zur Verwaltung der Staatlichen Schlösser und Gärten Hessen gehört. 
Die Ausstellungsfläche wurde mehrfach erweitert, der Grundbestand der Sammlung ausgebaut und konzeptionell weiterentwickelt. So konnten unter anderem eine Antiken- und eine Japanabteilung eingerichtet werden. Letztere in Zusammenarbeit mit dem Puppenmuseum der Hanauer Partnerstadt Tottori in Japan.

## Ausstellung

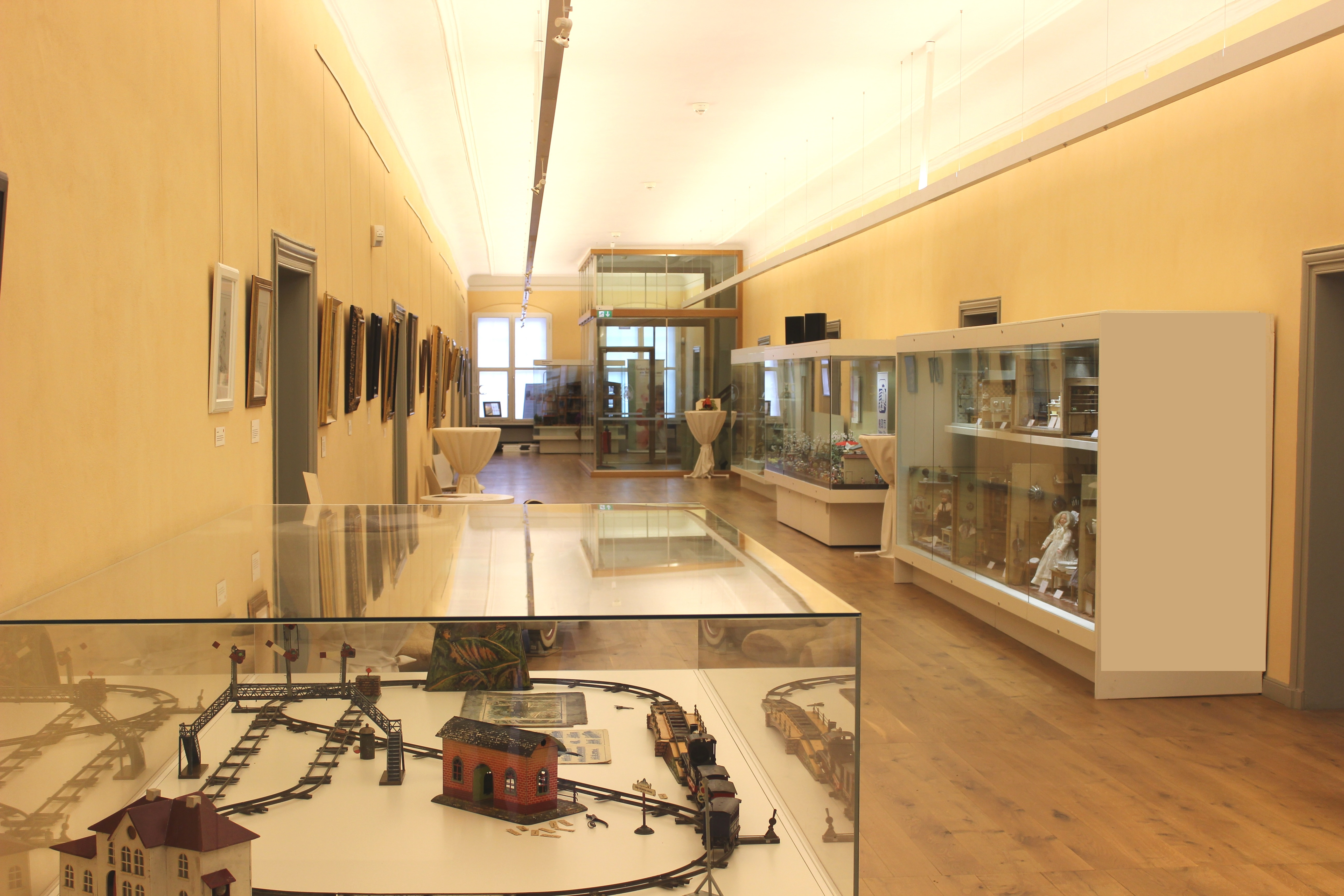

Auf derzeit über 800 m² werden Puppen von der Antike bis zur Moderne gezeigt. Das Museum präsentiert in themenbezogenen Sonderausstellungen historische Puppen, Werke aktueller Puppenkünstler und informiert über die Rolle des Spielzeugs beim Werteerwerb. Darüber hinaus wird Künstlern und Kunsthandwerkern, vor allem aus der Region und aus Japan, ein Forum zur Präsentation ihrer Werke geboten. Im Museum ist das Fühlen, Hören, Ausprobieren und Spielen erwünscht.
Zudem besitzt das Museum eine rund 20 Meter lange Carrera Digital 132 Rennbahn auf welcher jeden zweiten und vierten Samstag (mit eigenen) und Sonntag (mit museumseigenen) Fahrzeugen gefahren werden kann. 